# Mesztegnyő
Mesztegnyő is een plaats (község) en gemeente in het Hongaarse comitaat Somogy. Mesztegnyő telt 1464 inwoners (2001).